# Bremen (Maine)
Bremen è un comune degli Stati Uniti d'America, situato nello Stato del Maine, nella contea di Lincoln.